# Gorno Aleksandrovo, Sliven
Gorno Aleksandrovo (în bulgară Горно Александрово) este un sat în comuna Sliven, regiunea Sliven,  Bulgaria. 

## Demografie
Componența etnică a satului Gorno Aleksandrovo
     Romi (16,45%)
     Bulgari (78,43%)
     Nicio identificare (5,11%)
     Altele (0%)
La recensământul din 2011, populația satului Gorno Aleksandrovo era de 626 locuitori. Din punct de vedere etnic, majoritatea locuitorilor (78,43%) erau bulgari, cu o minoritate de romi (16,45%). Pentru 5,11% din locuitori nu este cunoscută apartenența etnică.